# Zilveren Beer voor beste acteur
De Zilveren Beer voor beste acteur was een filmprijs die jaarlijks wordt uitgereikt op het Internationaal filmfestival van Berlijn. De prijs bekroonde van 1956 tot 2020 de beste acteur die deelnam aan het filmfestival. In 1969, 1970, 1973 en 1974 werd de prijs niet uitgereikt. Sidney Poitier, Denzel Washington en Jean Gabin wonnen de prijs tweemaal. In 2011 werd de prijs gegeven aan de volledige mannelijke cast van de film Jodaeiye Nader az Simin (A Separation). In 2021 werd deze prijs vervangen door de genderneutrale Zilveren Beer voor beste acteerprestatie in een hoofdrol.

## Winnaars
| Jaar | Winnaar                                                        | Film                                                                       |
| ---- | -------------------------------------------------------------- | -------------------------------------------------------------------------- |
| 1956 | Burt Lancaster                                                 | Trapeze                                                                    |
| 1957 | Pedro Infante                                                  | Tizoc                                                                      |
| 1958 | Sidney Poitier                                                 | The Defiant Ones                                                           |
| 1959 | Jean Gabin                                                     | Archimède le clochard                                                      |
| 1960 | Fredric March                                                  | Inherit the Wind                                                           |
| 1961 | Peter Finch                                                    | No Love for Johnnie                                                        |
| 1962 | James Stewart                                                  | Mr. Hobbs Takes a Vacation                                                 |
| 1963 | Sidney Poitier                                                 | Lilies of the Field                                                        |
| 1964 | Rod Steiger                                                    | The Pawnbroker                                                             |
| 1965 | Lee Marvin                                                     | Cat Ballou                                                                 |
| 1966 | Jean-Pierre Léaud                                              | Masculin, féminin                                                          |
| 1967 | Michel Simon                                                   | Le vieil homme et l'enfant                                                 |
| 1968 | Jean-Louis Trintignant                                         | L'Homme qui ment                                                           |
| 1969 | Geen prijsuitreiking                                           | Geen prijsuitreiking                                                       |
| 1970 | Geen prijsuitreiking                                           | Geen prijsuitreiking                                                       |
| 1971 | Jean Gabin                                                     | Le Chat                                                                    |
| 1972 | Alberto Sordi                                                  | Detenuto in attesa di giudizio                                             |
| 1973 | Geen prijsuitreiking                                           | Geen prijsuitreiking                                                       |
| 1974 | Geen prijsuitreiking                                           | Geen prijsuitreiking                                                       |
| 1975 | Vlastimil Brodský                                              | Jakob der Lügner                                                           |
| 1976 | Gerhard Olschewski                                             | Verlorenes Leben                                                           |
| 1977 | Fernando Fernán Gómez                                          | El anacoreta                                                               |
| 1978 | Craig Russell                                                  | Outrageous!                                                                |
| 1979 | Michele Placido                                                | Ernesto                                                                    |
| 1980 | Andrzej Seweryn                                                | Dyrygent                                                                   |
| 1981 | Anatoly Solonitsyn                                             | Dvadtsat shest dney iz zhizni Dostoevskogo                                 |
| 1981 | Jack Lemmon                                                    | Tribute                                                                    |
| 1982 | Stellan Skarsgård                                              | Den Enfaldige Mördaren                                                     |
| 1982 | Michel Piccoli                                                 | Une étrange affaire                                                        |
| 1983 | Bruce Dern                                                     | That Championship Season                                                   |
| 1984 | Albert Finney                                                  | The Dresser                                                                |
| 1985 | Fernando Fernán Gómez                                          | Stico                                                                      |
| 1986 | Tuncel Kurtiz                                                  | Hiuch HaGdi                                                                |
| 1987 | Gian Maria Volontè                                             | Il Caso Moro                                                               |
| 1988 | Jörg Pose                                                      | Einer trage des anderen Last                                               |
| 1988 | Manfred Möck                                                   | Einer trage des anderen Last                                               |
| 1989 | Gene Hackman                                                   | Mississippi Burning                                                        |
| 1990 | Iain Glen                                                      | Silent Scream                                                              |
| 1991 | Maynard Eziashi                                                | Mister Johnson                                                             |
| 1992 | Armin Mueller-Stahl                                            | Utz                                                                        |
| 1993 | Denzel Washington                                              | Malcolm X                                                                  |
| 1994 | Tom Hanks                                                      | Philadelphia                                                               |
| 1995 | Paul Newman                                                    | Nobody's Fool                                                              |
| 1996 | Sean Penn                                                      | Dead Man Walking                                                           |
| 1997 | Leonardo DiCaprio                                              | Romeo + Juliet                                                             |
| 1998 | Samuel L. Jackson                                              | Jackie Brown                                                               |
| 1999 | Michael Gwisdek                                                | Nachtgestalten                                                             |
| 2000 | Denzel Washington                                              | The Hurricane                                                              |
| 2001 | Benicio del Toro                                               | Traffic                                                                    |
| 2002 | Jacques Gamblin                                                | Laissez-passer                                                             |
| 2003 | Sam Rockwell                                                   | Confessions of a Dangerous Mind                                            |
| 2004 | Daniel Hendler                                                 | El abrazo partido                                                          |
| 2005 | Lou Taylor Pucci                                               | Thumbsucker                                                                |
| 2006 | Moritz Bleibtreu                                               | Elementarteilchen                                                          |
| 2007 | Julio Chávez                                                   | El otro                                                                    |
| 2008 | Reza Naji                                                      | Avaze gonjeshk-ha                                                          |
| 2009 | Sotigui Kouyaté                                                | London River                                                               |
| 2010 | Grigoriy Dobrygin                                              | Kak ya provyol etim letom                                                  |
| 2010 | Sergei Puskepalis                                              | Kak ya provyol etim letom                                                  |
| 2011 | Peyman Moaadi Shahab Hosseini Ali-Asghar Shahbazi Babak Karimi | Jodaeiye Nader az Simin (A Separation)                                     |
| 2012 | Mikkel Boe Følsgaard                                           | En kongelig affære                                                         |
| 2013 | Nazif Mujić                                                    | Epizoda u životu berača željeza (An Episode in the Life of an Iron Picker) |
| 2014 | Liao Fan                                                       | Bai ri yan huo (Black Coal, Thin Ice)                                      |
| 2015 | Tom Courtenay                                                  | 45 Years                                                                   |
| 2016 | Majd Mastoura                                                  | Inhebbek Hedi                                                              |
| 2017 | Georg Friedrich                                                | Helle Nächte (Bright Nights)                                               |
| 2018 | {{}} Anthony Bajon                                             | La prière                                                                  |
| 2019 | {{}} Wang Jingchun                                             | Di jiu tian chang (So Long, My Son)                                        |
| 2020 | Elio Germano                                                   | Volevo nascondermi (Hidden Away)                                           |